# ゲルハルト・ヘルツベルク
ゲルハルト・ヘルツベルク（Gerhard Herzberg ドイツ語発音: [ˈɡeːɐ̯.haʁt ˈhɛʁt͡sˌbɛʁk], 1904年12月25日 – 1999年3月3日）は、理論的および実験的な化学の分野を発展させた化学者である。ドイツ帝国ハンブルクで生まれ、ヒトラー政権樹立後、1935年にカナダに亡命している。
ヘルツベルクは分光学を発展させ、ラジカルと呼ばれる不安定な分子の電子状態の構造および原子核の配向を解明する方法を開発した。その功績により1971年にノーベル化学賞を受賞している。
化学においては、彼の発見した分光学的な情報によって不安定な分子の分析が可能になり、化学反応素過程の解明が進んだ。天文学においては天体望遠鏡を用いて観測されたスペクトルを解析する土台となった。小惑星(3316)のヘルツベルクは、彼の名を取り命名された。1999年にオタワにて94歳で没した。
- en:Gerhard Herzberg (19:43, 12 July 2006)から一部訳 by EdH, Egoff, Dowew, YUL89XYZ, Curps et al.

## 経歴
- 1928年 - ダルムシュタット工科大学において博士号を取得
- 1928–30年 - ゲッティンゲン大学とブリストル大学においてジェームズ・フランク、マックス・ボルン および ジョン・レオナード＝ジョーンズのもとで博士研究員として研究をする。
- 1930年  - ダルムシュタット工科大学において物理学の講師およびシニアアシスタントに就く
- 1935年  - カナダのサスカチュワン大学で客員教授に任命される
- 1936–45年 - サスカチュワン大学で物理学の教授に就く
- 1939年 - カナダ王立協会のフェローに就く
- 1945–8年 - シカゴ大学の ヤーキス天文台の分光学の教授に就く
- 1948年 - カナダ国家研究委員会 (National Research Council of Canada) の純粋物理学分野の Director に就く
- 1951年 - 英国ロンドン王立協会フェロー[1]
- 1957–63年 - 国際純正・応用化学連合 (IUPAC) の副所長に就く
- 1956–7年 - カナダ物理学会の会長に就く
- 1966–7年 - カナダ王立協会の会長に就く
- 1968年 - Companion of the Order of Canada（カナダにおける称号）を授与される
- 1992年 - カナダ枢密顧問官 に就任する

## 主な受賞歴
- 1958年 - センテナリー賞
- 1960年 - ベーカリアン・メダル受賞、記念講演を行う
- 1969年 - ウィラード・ギブズ賞
- 1971年 - ノーベル化学賞
- 1971年 - ライナス・ポーリング賞
- 1971年 - ロイヤル・メダル（王立協会）